# Іглвілл (округ Модок, Каліфорнія)
Іглвілл (англ. Eagleville) — переписна місцевість (CDP) в США, в окрузі Модок штату Каліфорнія. Населення — 45 осіб (2020).

## Географія
Іглвілл розташований за координатами 41°19′8″ пн. ш. 120°6′53″ зх. д. / 41.31889° пн. ш. 120.11472° зх. д. (41.319026, -120.114604).  За даними Бюро перепису населення США в 2010 році переписна місцевість мала площу 2,51 км², уся площа — суходіл.

## Демографія
Згідно з переписом 2010 року, у переписній місцевості мешкало 59 осіб у 29 домогосподарствах у складі 20 родин. Густота населення становила 23 особи/км².  Було 47 помешкань (19/км²).
Расовий склад населення:
| - 98,3 % — білих - 1,7 % — осіб інших рас |

До двох чи більше рас належало 0,0 %. Частка іспаномовних становила 3,4 % від усіх жителів.
За віковим діапазоном населення розподілялося таким чином: 13,6 % — особи молодші 18 років, 61,0 % — особи у віці 18—64 років, 25,4 % — особи у віці 65 років та старші. Медіана віку мешканця становила 56,6 року. На 100 осіб жіночої статі у переписній місцевості припадало 126,9 чоловіків;  на 100 жінок у віці від 18 років та старших — 104,0 чоловіків також старших 18 років.
За межею бідності перебувало 35,1 % осіб, у тому числі 0,0 % дітей у віці до 18 років та 14,3 % осіб у віці 65 років та старших.
Цивільне працевлаштоване населення становило 35 осіб. Основні галузі зайнятості: сільське господарство, лісництво, риболовля — 34,3 %, роздрібна торгівля — 31,4 %, освіта, охорона здоров'я та соціальна допомога — 20,0 %.